# ДТП у Смолевицькому районі 20 лютого 2023
ДТП у Смолевицькому районі — велика дорожньо-транспортна пригода, яка сталася 20 лютого 2023 року поблизу села Слобода (Смолевицький район, Мінська область). Це найбільша аварія в історії незалежної Білорусі.
Про трагедію під Смолевичами проінформували Президента Республіки Білорусь Лукашенка А. Г., який доручив Державному секретарю Ради безпеки Республіки Білорусь Вольфовичу А. Г. спільно з Радою міністрів Республіки Білорусь проаналізувати і доповісти про те, що відбувається з підготовкою водіїв і підтриманням дисципліни на дорогах країни.

## Катастрофа
О 14:56 на 9 кілометрі траси Р69 сталося лобове зіткнення завантаженого МАЗу з маршрутним таксі Citroën Jumper. Маршрутне таксі № 2477-ТК (маршрут с. Зарічне до автостанції «Автозаводська») рухалося зі сторони Смолевичів у напрямку с. Пекалин. Вантажівка МАЗ везла пісок з Верасівського кар'єру на ВАТ «Смолавицький завод залізобетонних виробів». Під час зіткнення швидкість МАЗа становила 29 км/год, мікроавтобуса — 69 км/год. Удар припав на передню праву сторону автобуса. Після зіткнення обидві машини опинилися на узбіччі смуги руху мікроавтобуса. В автобусі на місці залишився тільки задній ряд сидінь, всі інші вилетіли з салону.
Враховуючи серйозність інциденту, на місце аварії незабаром прибув голова Мінського облвиконкому Турчин О. Г., Міністр внутрішніх справ Республіки Білорусь Кубраков І. В. та Голова Слідчого комітету Республіки Білорусь Гара Д. Ю..

## Жертви
В автобусі перебувало 20 осіб (водій, 15 пасажирів сиділи, 4 пасажири стояли). Того дня зламався шкільний автобус, чим пояснюється те, що в автобусі були діти, а місцева влада не забезпечила оперативну заміну.
Внаслідок аварії загинули 13 осіб, з них 11 — на місці ДТП (серед них двоє дітей), 8 осіб отримали травми (серед них двоє дітей).

### Список померлих (неповний)
- дівчина (13 років)[12] із с. Пекалин[15];
- брат (14 років)[12] і сестра (22 роки) з багатодітної родини з сk Пекалин[15][16], дівчина була вчителем ЗОШ No 5 с. Смоловичі;
- подружжя з агромістечка Драчково, яке виховало двох дітей[16];
- дві багатодітні[10] жінки з с. Заріччя, які працювали в одному з господарств Менського району, одна з них була матір'ю-одиначкою[16];
- жінка (29 років), яка працювала в дитячому садку в агромістечку Драчково[16];
- Дрижинський Олександр Миколайович (42 роки), водій мікроавтобуса, з агромістечка Драчково, виховував трьох дітей (помер 6 березня)[17].

До Смолавицької центральної районної лікарні госпіталізовано 9 пацієнтів: 6 у важкому стані, 3 в стані середньої тяжкості. Там відбулася Національна рада медичних експертів за участю Міністра охорони здоров'я Республіки Білорусь Піневича Д. Л. та голови Мінського облвиконкому Турчина А. Г..
Після стабілізації стану п'ятьох пацієнтів госпіталізували в Мінську обласну клінічну лікарню, трьох — в комбінований травматологічний пункт міської клінічної лікарні швидкої медичної допомоги, дівчинку — в РНПЦ дитячої хірургії. Усі госпіталізовані мали важкі тілесні ушкодження: політравми, пошкодження кісток скелета та черепа, поранення внутрішніх органів грудної клітки та черевної порожнини, у деяких пацієнтів — черепно-мозкові.

## Розслідування
Порушено кримінальну справу за ч. 3 ст. 317 Кримінального кодексу Республіки Білорусь «Порушення правил дорожнього руху, що спричинило з необережності загибель двох або більше осіб». Водій вантажівки вижив із пораненнями та був затриманий за підозрою в скоєнні злочину.
Хід розслідування координує особисто Голова Слідчого комітету Республіки Білорусь Гара Д. Ю..
Виявилося, що МАЗ не проходив техогляд два роки і рушив у перевантаженому стані.

## Реакція
Офіційних співчуттів від вищого керівництва країни не надходило, національного чи регіонального трауру не оголошено. Лише митрополит Мінський і Заславський, Патріарший екзарх всієї Білорусі Веніамін висловив співчуття родичам загиблих і постраждалих у ДТП. Лише на п'ятий день після трагедії свої співчуття висловили голова Смолавицького райвиконкому і Ради депутатів.
Біля місця аварії утворився стихійний меморіал, куди люди почали нести квіти жертвам трагедії. У всіх храмах Білоруської Православної Церкви були звершені панахиди за покійними, а також сугубі молитви за швидке одужання всіх, хто перебуває в лікарні.

## Наслідки
Наступного дня після аварії почалися ремонтні роботи на ділянці траси Р69, де сталася аварія. Також наступного дня Міністерство з податків і зборів Республіки Білорусь повідомило про проведення в співпраці з Державною автомобільною інспекцією МВС Республіки Білорусь і Транспортною інспекцією масштабних контрольних заходів. щодо суб'єктів господарювання, які надають послуги у сфері міжміських перевезень пасажирів у регулярному або нерегулярному сполученні.
Запланована на 23 лютого 2023 року зустріч Міністра освіти Республіки Білорусь Іванця А. І. з учнями та педагогічними працівниками закладів освіти Смолавицького району не відбулася.
У Смоловичах скасовано проведення культурно-видовищних заходів, у тому числі районне народне свято «Масниця», заплановане на 25 лютого.
Міністр внутрішніх справ Республіки Білорусь Кубраков І. В. заявив про можливість внесення в майбутньому змін у правила дорожнього руху щодо громадського транспорту, а також в інші нормативно-правові акти, що регулюють діяльність з перевезення пасажирів.

## Цікаві факти
- Це вже друга резонансна ДТП в Смолевицькому районі після загибелі 1980 року під Смолівцями діючого голови БРСР Петра Машерова.